# Gouvernement López Mateos
Cet article présente la composition du gouvernement mexicain sous le président Adolfo López Mateos, il est l'ensemble des secrétaires du gouvernement républicain du Mexique. Il est ici présenté dans l'ordre protocolaire. Actuellement les membres du gouvernement exécutif du Mexique ne prennent pas le titre de ministre mais celui de secrétaire.

## Liste des secrétaires
| - Secrétaire du Gouvernement du Mexique - (1958 - 1963) : Gustavo Díaz Ordaz - (1963 - 1964) : Luis Echeverría Álvarez - Secrétaire des Relations Extérieures du Mexique - (1958 - 1964) : Manuel Tello Barraud - (1964 - 1964) : José Gorostiza - Secrétaire de la Défense Nationale du Mexique - (1958 - 1964) : Agustín Olachea - Secrétaire de la Marine du Mexique - (1958 - 1964) : Manuel Zermeño Araico - Secrétaire des Finances et du Crédit Public du Mexique - (1958 - 1964) : Antonio Ortiz Mena - Secrétaire du Patrimoine National du Mexique - (1958 - 1964) : Eduardo Bustamante - Secrétaire de l'Industrie et du Commerce du Mexique - (1958 - 1964) : Raúl Salinas Lozano - Secrétaire de l'Agriculture et du Bétail du Mexique - (1958 - 1964) : Julián Rodríguez Adame - Secrétaire des Ressources Hydrauliques du Mexique - (1958 - 1964) : Alfredo del Mazo Vélez - Secrétaire des Communications et des Œuvres Publiques du Mexique - (1958 - 1958) : Javier Barros Sierra | - Secrétaire des Communications et des Transports du Mexique - (1958 - 1964) : Walter Cross Buchanan - Secrétaire de l'Éducation Publique du Mexique - (1958 - 1964) : Jaime Torres Bodet - Secrétaire de la Salubrité et de l'Assistance du Mexique - (1958 - 1964) : José Álvarez Amézquita - Secrétaire du Travail et de la Prévision Sociale du Mexique - (1958 - 1964) : Salomón González Blanco - Procureur général de la République du Mexique - (1958 - 1962) : Fernando López Arias - (1962 - 1964) : Oscar Treviño Ríos - Secrétaire de la Présidence du Mexique - (1958 - 1964) : Donato Miranda Fonseca - Département du District Fédéral du Mexique - (1958 - 1964) : Ernesto Peralta Uruchurtu |